# Tilman Willem Backhuysen
Tilman Willem Backhuysen (Oostende, 16 juni 1687 - Brugge, 27 april 1779) was een Zuid-Nederlands rooms-katholiek priester, een tijdlang aanhanger van het jansenisme en religieus polemist.

## Levensloop
Backhuysen of Backhusius, zoon van een welvarend Oostends echtpaar, liep school bij de oratorianen in Oostende en in Boulogne-sur-Mer. Vervolgens studeerde hij wijsbegeerte in het college 'Het Varken' in Leuven bij de professoren Opstraet en Hennebel. Hij verbleef daarna gedurende een jaar als novice in de trappistenabdij van Orval, maar de strenge kloosterregels verzwakten zijn gezondheid. Terug in Leuven, studeerde hij theologie onder de leiding van Petrus Nelis aan het Hollands college 'Pulcheria'. Van 1713 tot 1717 verbleef hij in de cisterciënzerabdij van Beaupré in Lotharingen, zonder echter in te treden. Hij las er jansenistische geschriften die zijn reeds aanwezige jansenistische overtuiging alleen maar versterkten. In 1717 trok hij naar Utrecht en sloot er zich aan bij de schismatieke jansenisten. Samen met drie andere kandidaten werd hij op 17 december 1718 tot priester gewijd door Jean Soanen, de jansenistische bisschop van het Franse bisdom Senez.
C. Stakenburg, die optrad als vicaris-generaal van het aartsbisdom Utrecht, benoemde Backhuysen tot kapelaan in Huisduinen of Den Helder, waar hij  gedurende negentien maanden de jansenistische pastoor Godefridus Verheul ter zijde stond. In die periode publiceerde de paus de bul Unigenitus (1719), waar Backhuysen zich tegen verzette. In 1720 werd hij door Cornelius Steenoven, de eerste oudkatholieke bisschop van Utrecht, overgeplaatst naar het eiland Noordstrand. Naar aanleiding van deze benoeming begon hij te twijfelen aan de rechtmatigheid van de aanspraken van de jansenistische clerus. Des te meer toen de jansenisten ertoe waren overgegaan, zonder goedkeuring van Rome, een eigen bisschop te verkiezen en te wijden. Hij twijfelde of hij de jansenisten zou verlaten, maar liet zich in 1723 toch nog tot pastoor in Vianen benoemen. In de loop van 1724 meldde hij zich aan bij Johannes van Bijlevelt, apostolisch vicaris van de rooms-katholieke Hollandse Zending. In diens handen ging hij zijn dwaling afzweren en liet hij zich opnieuw opnemen in de rooms-katholieke kerk. Op 24 mei 1724 werd hij door Rome ontslagen van alle opgelopen kerkelijke straffen.
Backhuysen was van plan in Vianen te blijven wonen, maar de internuntius in Brussel, Mgr. Spinelli, beval hem naar de Zuidelijke Nederlanden terug te keren. Door bemiddeling van vicaris-generaal C.P. Hoynck van Papendrecht werd hij ontvangen door de kardinaal-aartsbisschop van Mechelen, Thomas d'Hénin-Liétard d'Alsace, die hem in zijn clerus opnam.
Hij werd voortaan een felle bestrijder van de Utrechtse scheuring en bleef dit tot op hoge ouderdom. In 1725 publiceerde hij Plenaria Sedis Apostolicae, waarin hij de bewijzen voorlegde die moesten aantonen dat het Utrechtse kapittel geen canonieke rechtsgeldigheid bezat. Het jaar daarop verscheen zijn Responsio apologetica, die zijn terugkeer naar de rooms-katholieke kerk verdedigde, tegen sommige aanvallen. Zijn strijd met de jansenisten bracht er hem toe om polemiek te gaan voeren met jansenisten in Utrecht, Amsterdam en elders. Zijn grote ijver bezorgde hem vijanden, niet alleen bij zijn tegenstanders, maar ook bij katholieke intellectuelen, die in hem een overloper zagen.
In 1734 werd hij door zijn overheid definitief naar de Zuidelijke Nederlanden teruggeroepen, met de opdracht zich gedeisd te houden. Hij werd in Brussel de privékapelaan van graaf Frederik de Harrach, eerste minister van landvoogdes Maria Elisabeth. Toen hij benoemd werd tot kanunnik van de Sint-Donaaskathedraal, verhuisde hij naar Brugge en verbleef er tot aan zijn dood.

## Publicaties
- Plenaria Sedis apostolicae in missionem Batavam asserta jurisdictio, 3 vol., Amsterdam, 1725, Gent, 1726.
- Bewijsschrift aentoonende dat den Apostolischen stoel het volle geestelijk regtsgebied van de Hollandsche Zendinge altijd gehad en wettig geoeffent heeft (...), 3 delen, Utrecht, 1726-1732.
- Responsio apologetica Tilmanni W. Backhusii, Amsterdam, 1726.
- Epistola ad perillustrem et spectatissimum Dominum N.N., Amsterdam, 1727. Van dit schrijven verscheen een uitgave in klein 12° en een Nederlandse vertaling waarschijnlijk door Backhusius.
- Memorie aan de Ed. Mog. H.H. Staten van Hollant en W.-Frieslandt, ingediend in het najaar van 1726, Utrecht, 1729.
- Brief van Germanus Veridicus aan Willebrord Kemp, Utrecht, 1729.
- De Zegero Bernardo van Espen, Leuven, 1770.